# 沈含章
沈含章（？—？），清朝官員，本籍直隸。吏員出身。

## 生平
沈含章於1772年（乾隆37年）接替吳澤遠，於台灣台北地區擔任台灣府淡水廳新莊巡檢一職，是大台北地區的地方父母官。